# New Zealand Cyclist Corps
New Zealand Cyclist Corps – nowozelandzkie jednostki kolarzy z okresu I wojny światowej.

## Historia
New Zealand Cyclist Corps został utworzony w Nowej Zelandii w marciu 1916 z żołnierzy którzy zgłosili się na ochotnika i przechodzili szkolenie jako dragoni (Mounted Rifles).  W założeniu korpus miał być używany jako mobilne, lekkie siły piechoty, zdolne do szybkiego poruszania się i pościgu za wrogiem na rowerach, ale walczące jak zwykła piechota.  Pomimo takich założeń, trwająca na froncie zachodnim wojna okopowa spowodowała, że oddziały rowerowe używane były głównie do innych, pomocniczych zadań.
Już we Francji, New Zealand Cyclist Corps został połączony z 5 Kompanią Australian Cycling Corps tworząc 2nd Cyclist Battalion w II ANZAC Corps.  Jednostka była dowodzona głównie przez oficerów nowozelandzkich.  Batalion składał się z kwatery i trzech kompanii, z których każda składała się z trzech plutonów.  Łącznie każdy batalion liczył 26 oficerów oraz 310 podoficerów i szeregowców. 
Żołnierze jednostek kolarskich służyli w wielu rolach pomocniczych, zajmowali się między innymi układanie kabli telefonicznych, kontrolą ruchu drogowego, naprawianiem okopów, rozładowywaniem zaopatrzenia z wagonów kolejowych, chowaniem zmarłych i nawet pracami przy żniwach. 
Żołnierze używali bardzo różnorodnego sprzętu rowerowego, głównie rowerów z Birmingham Small Arms Company, modeli od Mark I do Mark IV.  Zazwyczaj uzbrojeni byli w karabiny Lee-Enfield w wersji z krótszą lufą, tzw. Short Magazine Lee Enfield (SMLE).  Karabiny mogły być przymocowywane do ramy roweru, czasami były także przewożone na plecach, używano także karabinów maszynowych Lewisa.
Po utworzeniu w 1917 nadrzędnej jednostki Australian Corps zawierającej pięć australijskich dywizji piechoty walczących na froncie zachodnnim, II ANZAC Corps został przemianowany na XXII Corps i Nowozelandczycy z 2nd Cyclist Battalion utworzyli XXII Corps Cycle Battalion, we wrześniu przemianowany na New Zealand Cyclist Battalion.
W czasie ofensywy we Flandrii w 1917 w czasie bitwy pod Messines rowerzyści Batalionu zbudowali 1800-metrową drogę pomocniczą i położyli wiele kabli telefonicznych za atakującymi żołnierzami.  W 1918 New Zealand Cyclist Battalion wziął udział, jako jednostka piechoty, tzw. drugiej bitwie pod Lys (część ofensywy stu dni) i w drugiej bitwie nad Marną
W czasie wojny New Zealand Cyclist Corps stracił 64 żołnierzy, z czego 59 z powodu akcji nieprzyjaciela i mieli 259 rannych.